# Komenda Rejonu Uzupełnień Dębica

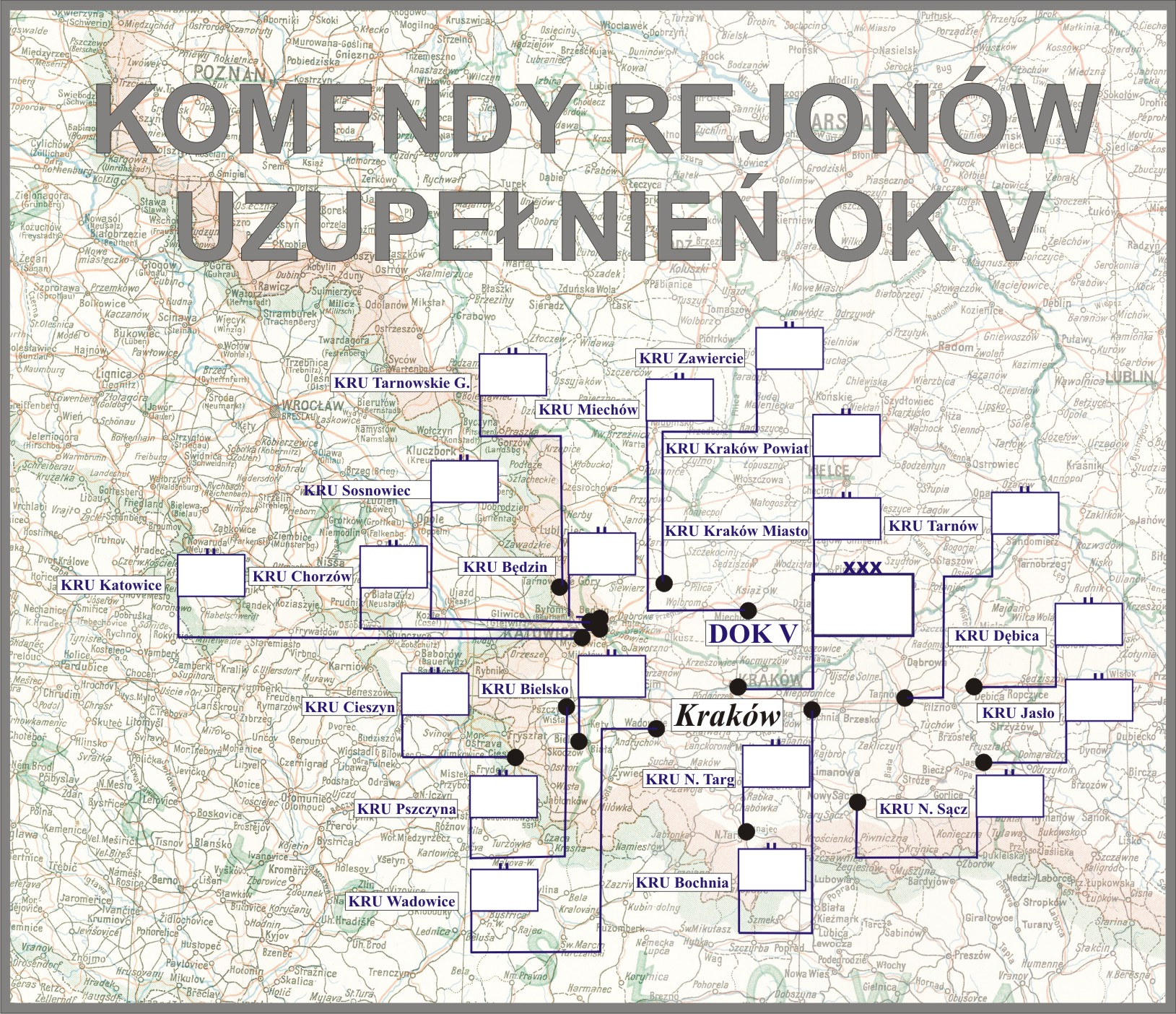
Komendy rejonów uzupełnień OK V

Komenda Rejonu Uzupełnień Dębica (KRU Dębica) – organ wojskowy właściwy w sprawach uzupełnień Sił Zbrojnych II Rzeczypospolitej i administracji rezerw w powierzonym mu rejonie.

## Historia komendy
Z dniem 1 października 1927 roku na terenie Okręgu Korpusu Nr V została utworzona Powiatowa Komenda Uzupełnień Dębica obejmująca swoją właściwością powiaty: ropczycki, mielecki i pilzneński.
W marcu 1930 roku PKU Dębica nadal podlegała Dowództwu Okręgu Korpusu Nr V i administrowała powiatami: ropczyckim, mieleckim i pilzneńskim. W grudniu tego roku posiadała skład osobowy typ III.
Z dniem 1 kwietnia 1932 roku został zniesiony powiat pilzneński, natomiast z dniem 1 kwietnia 1937 roku został zniesiony powiat ropczycki z siedzibą władz powiatowych w Ropczycach, a z jego obszaru utworzony powiat dębicki z siedzibą władz powiatowych w Dębicy.
1 lipca 1938 roku weszła w życie nowa organizacja służby uzupełnień, zgodnie z którą dotychczasowa PKU Dębica została przemianowana na Komendę Rejonu Uzupełnień Dębica przy czym nazwa ta zaczęła obowiązywać 1 września 1938 roku, z chwilą wejścia w życie ustawy z dnia 9 kwietnia 1938 roku o powszechnym obowiązku wojskowym. Obok wspomnianej ustawy i rozporządzeń wykonawczych do niej, działalność KRU Dębica normowały przepisy służbowe MSWojsk. D.D.O. L. 500/Org. Tjn. Organizacja służby uzupełnień na stopie pokojowej z 13 czerwca 1938 roku. Zgodnie z tymi przepisami komenda rejonu uzupełnień była organem wykonawczym służby uzupełnień .
Komendant rejonu uzupełnień w sprawach dotyczących uzupełnień Sił Zbrojnych i administracji rezerw podlegał bezpośrednio dowódcy Okręgu Korpusu Nr V, który był okręgowym organem kierowniczym służby uzupełnień. Rejon uzupełnień nie uległ zmianie i nadal obejmował powiaty: dębicki i mielecki.

## Obsada personalna
Poniżej przedstawiono wykaz oficerów zajmujących stanowisko komendanta Powiatowej Komendy Uzupełnień i komendanta rejonu uzupełnień oraz wykaz osób funkcyjnych pełniących służbę w PKU i KRU Dębica, z uwzględnieniem najważniejszej zmiany organizacyjnej przeprowadzonej w 1938 roku.
Komendanci
- ppłk piech. Juliusz Padlewski-Skorupka (VII 1927[9] – 31 XII 1928 → stan spoczynku[10], †1940 Katyń[11])
- mjr piech. Walerian Orłowski (III 1929[12][13] – 1939[14], †1940 Katyń[15])

Obsada pozostałych stanowisk funkcyjnych PKU w latach 1927–1938
- kierownik I referatu administracji rezerw i zastępca komendanta
  - mjr piech. Walerian Orłowski (VII 1927[9] – III 1929 → p.o. komendanta PKU)
  - mjr łącz. Edmund Iwaszkiewicz (III 1929[12] – III 1930[17] → komendant PKU Kołomyja II)
  - kpt. piech. Leon Edward Cepurski (III 1930[18] – IV 1933[19] → kierownik I referatu PKU Gdynia)
  - kpt. piech. Józef Krasowski (IV 1933[19] – po VI 1935 → PKU Radomsko)
- kierownik II referatu
  - kpt. piech. Leon Edward Cepurski (VII 1927[9] – III 1930 → kierownik I referatu)
  - kpt. piech. Stanisław Baran (do XII 1934 → PKU Kraków Powiat[20])
- referent
  - kpt. Lucjusz Michał Dyga (XI 1927[21] – I 1930[22] → referent PKU Kraków Miasto)
  - por. piech. Adam Bolesław Markiewicz[a] (III[25] – XI 1930[26] → płatnik 24 pap)

Obsada pozostałych stanowisk funkcyjnych KRU w latach 1938–1939
- kierownik I referatu ewidencji – kpt. adm. (piech.) Jan VI Nowak †1940 Katyń[28]
- kierownik II referatu uzupełnień – kpt. piech. Franciszek Konrad Kurka[c]